# انتخاب میانجی گرده‌افشان

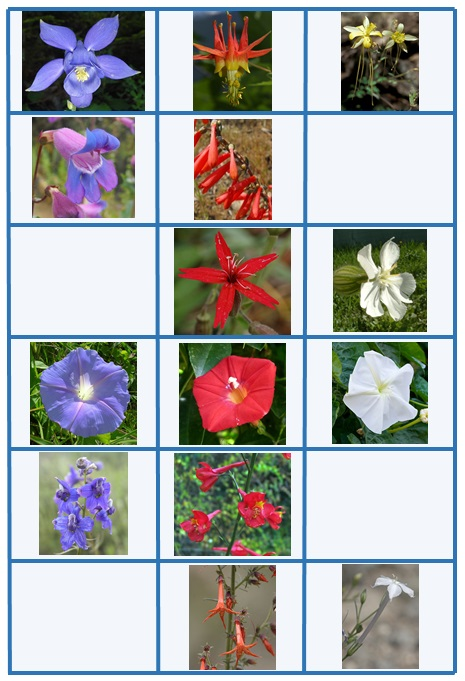
تکامل سندرم‌های گرده‌افشانی چندگانه ستون‌های چپ به راست نمونه‌هایی از سندروم‌های گرده‌افشانی زنبور، مرغ مگس و پروانه هستند. هر ردیف نمایندگانی از همان سرده را نشان می‌دهد. ردیف بالا Ranunculaceae، ردیف دوم Plantagineaceae، ردیف سوم Caryophylaceae، ردیف چهارم Convolvulaceae، ردیف پنجم Ranunculaceae و ردیف آخر Polemoniaceae هستند. عکس‌ها از استیکپن، والتر زیگموند، سیستوبن، لیونل، درک رمزی، جبولون، دینکوم، فارست و کیم استار، اس. زنر و جری فریدمن

انتخاب میانجی گرده‌افشان (به انگلیسی: Pollinator-mediated selection) یک فرایند تکاملی است که در گیاهان گلدار رخ می‌دهد، که در آن رفتار جستجوی گرده‌افشان‌ها به‌طور متفاوتی برای صفات خاص گل انتخاب می‌شود. گیاهان گلدار گروه متنوعی از گیاهان هستند که بذر تولید می‌کنند. دانه‌های آن‌ها با دانه‌های بازدانگان از این جهت متفاوت است که درون یک میوه محصور شده‌اند. این گیاهان دربارهٔ ویژگی‌های فنوتیپی گل‌هایشان طیف گسترده‌ای از تنوع را نشان می‌دهند که گرده‌افشان‌های مختلفی را که در برهمکنش‌های زیستی با گیاه شرکت می‌کنند جذب می‌کند. از آنجایی که بسیاری از گیاهان به ناقلان گرده متکی هستند، برهمکنش آنها با آنها بر روی صفات گل تأثیر می‌گذارد و همچنین به کارایی کمک می‌کند زیرا بسیاری از ناقلان به دنبال پاداش‌های گل مانند گرده و شهد هستند. نمونه‌هایی از صفات انتخاب‌شده با واسطه گرده‌افشان می‌تواند شامل اندازه، شکل، رنگ و بوی گل، طول و عرض لوله تاج گل، اندازه گل‌آذین، پاداش و مقدار گل، راهنمای شهد، و فنولوژی باشد. از آنجایی که این نوع صفات احتمالاً در جذب گرده‌افشان‌ها دخیل هستند، ممکن است به خوبی نتیجه انتخاب توسط خودِ گرده‌افشان‌ها باشد.

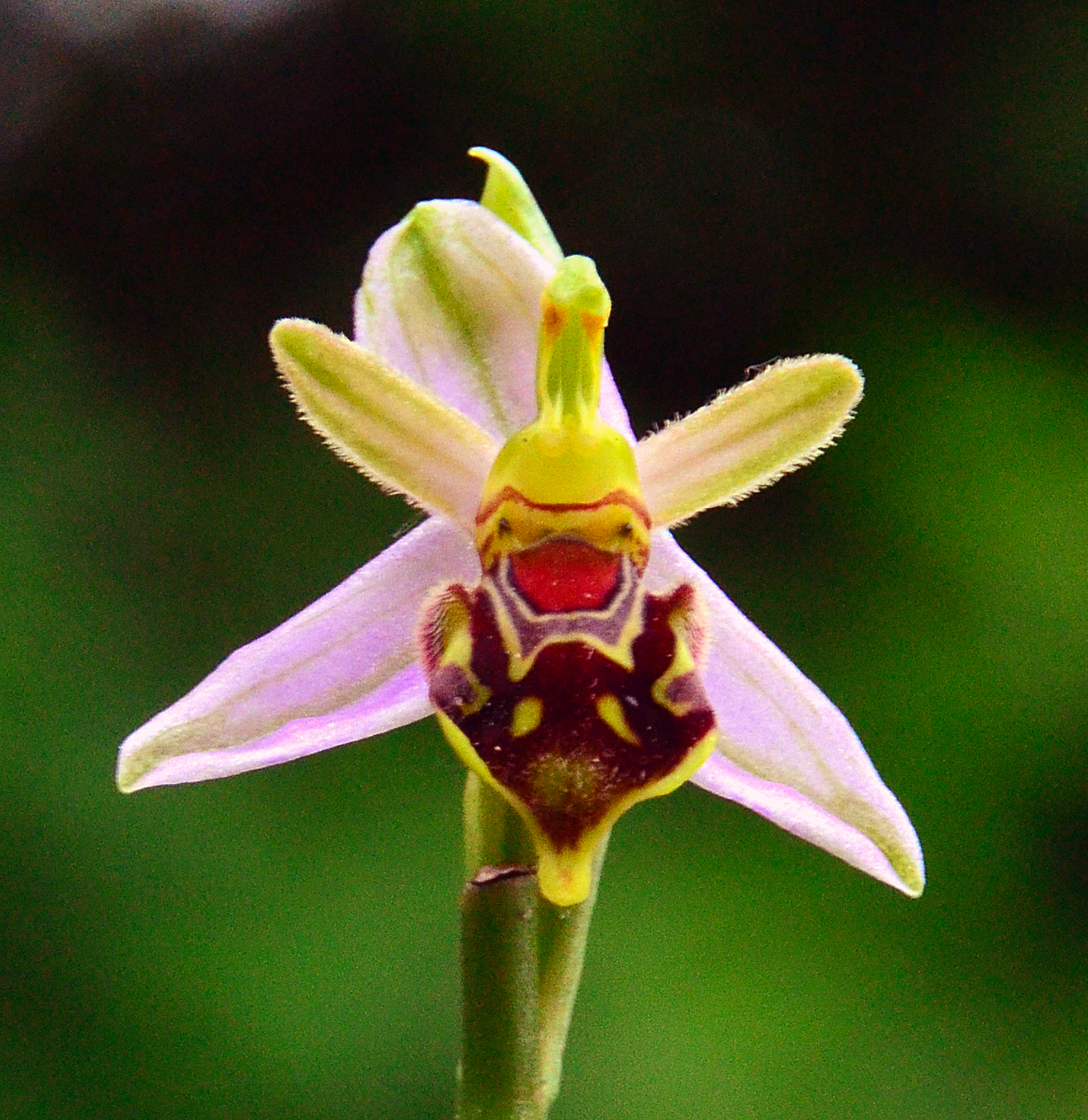
ابرویی زنبوری یک گونه ارکیده است که رابطه گیاه و گرده‌افشان بسیار تکامل‌یافته‌ای دارد. این گونه خاص فریب جنسی و تقلید گل را نشان می‌دهد که ناشی از فشار انتخابی زنبورها است.